# Kick-back
Kick-back (oder Kickback; deutsch Rückvergütung) ist in der Wirtschaft ein Anglizismus für die Rückerstattung eines Teils des gezahlten Betrages aus einem Geschäft zwischen mindestens drei Beteiligten durch einen Beteiligten an einen anderen. Typischerweise wird der Kick-back demjenigen, der ihn letztlich aufzubringen hat, nicht bekannt gemacht. Synonyme sind verdeckte Provision und – insbesondere in der Schweiz – Retrozession. Das Verschweigen der Zahlung stellt dabei nach der Rechtsprechung des Bundesgerichtshofs (BGH) in Deutschland regelmäßig eine Vertragsverletzung dar, die zu zivilrechtlichem Schadensersatz führt, ähnlich ist die Rechtslage in Österreich und der Schweiz.

## Begriffsklärung
Vertriebsorganisationen von Finanzdienstleistungen (zum Beispiel Banken, Makler, Vertreter, Strukturvertriebe) erhalten von Produktanbietern (z. B. Fondsgesellschaften) Provisionen für verkaufte Produkte. Diese Provisionen werden von den Produktanbietern aus den Gebühren der Anleger bezahlt. Auch in der Versicherungsbranche sind solche Provisionen verbreitet.
Im Bereich der Kapitalanlage werden oftmals auch Bestandsprovisionen (in der Schweiz Bestandesretrozession genannt) für die jeweils bestehenden Anlagesummen gezahlt. Erwirbt ein Kunde beispielsweise einen Investmentfonds und zahlt der Kapitalanlagegesellschaft (KAG) jährliche Gebühren in Höhe von 1 % der jeweils angelegten Summen, reicht die KAG davon beispielsweise 0,4 % als Bestandsprovision an den Vermittler (Bank, Anlageberater o. ä.) weiter.
Kick-backs existieren außerdem im Kreditkartengeschäft, in der Versicherungswirtschaft, in der Medizinbranche und in der Werbebranche.

## Problematik von Kick-backs
Die grundlegende Problematik verdeckter Provisionen besteht darin, dass diese beim Vermittler einen Interessenkonflikt verursachen. Als Beauftragter des Kunden sollte er allein dessen Interessen gegenüber den Leistungserbringern vertreten – etwa der Bankberater gegenüber Fondsgesellschaften. Erhält der Vermittler von den Leistungserbringern Zahlungen, die seinem Auftraggeber der Höhe nach unbekannt sind, so besteht das Risiko, dass er nicht mehr primär dessen Interessen vertritt. Ökonomisch handelt es sich um ein so genanntes Prinzipal-Agenten-Problem. Nachteile für den Auftraggeber (Kunden) sind am ehesten durch möglichst vollständige Offenlegung der Rückvergütungen zu vermeiden, die deswegen auch von Verbraucherschützern und Gerichten gefordert wurde. Auch die Politik hat wiederholt die Offenlegung verdeckter Provisionen angemahnt.

## Kick-backs im Koalitionsvertrag von 2009
Der Koalitionsvertrag vom Herbst 2009 enthält im Kapitel 4.5. zum Verbraucherschutz (Unterabschnitt Anlegerschutz) die Absichtserklärung, eine generelle Pflicht zur Offenlegung von Rückvergütungen einzuführen, Zitat: „Wir wollen ein konsistentes Finanzdienstleistungsrecht schaffen, damit Verbraucher in Zukunft besser vor vermeidbaren Verlusten und falscher Finanzberatung geschützt werden. Ein angemessener Anlegerschutz gegen unseriöse Produktanbieter und Falschberatung wird prinzipiell unabhängig davon gewährleistet, welches Produkt oder welcher Vertriebsweg vorliegt. Die Haftung für Produkte und Vertrieb soll verschärft werden. (…) Die Kunden müssen die wesentlichen Bestandteile einer Kapitalanlage, sämtliche Kosten und Provisionen einschließlich Rückvergütungen schnell erkennen können.“

## Kick-backs in der Finanzbranche

### Rechtslage in Deutschland
Bereits 1905 hat das Reichsgericht (RG) über versteckte Provisionen einer Bank geurteilt. Der BGH hat sich mit Kick-backs erstmals 1990 im Zusammenhang mit Bankgeschäften befasst und zum Schadensersatz verurteilt. Zudem hat der BGH mit Urteil vom 19. Dezember 2006 entschieden, dass die jeweilige Vertriebsorganisation verpflichtet ist, den Anleger über diese Kick-backs zu informieren. Erfolgt diese Information nicht hinreichend deutlich oder überhaupt nicht, so steht dem Anleger ein Schadensersatzanspruch zu. Bei einem Aufklärungsverschulden kann der Anleger nicht nur den Fondskauf, sondern auch alle anderen Wertpapiertransaktionen rückgängig machen. Das Oberlandesgericht Stuttgart hat in seinem Urteil vom 16. März 2011 – soweit ersichtlich – erstmals zu Fragen der Haftung der Organe und deren strafrechtlicher Verstrickung bei Kick-back-Zahlungen Stellung genommen. Zuletzt hat der Bundesgerichtshof zwischen März und August 2011 in drei Entscheidungen seine anlegerfreundliche Kick-back-Rechtsprechung bekräftigt. Danach gilt nunmehr, dass Anleger, die nach Anlageberatung durch eine Bank Fondsanteile gekauft haben, dabei einen ihnen nicht offengelegten Ausgabeaufschlag oder eine sonstige Provision zahlen mussten und später Verluste erlitten haben, sich diese Verluste von der beratenden Bank ersetzen lassen können. Soweit bekannt, haben vor der BGH-Entscheidung von 2006 alle Banken Kick-back-Provisionen vereinnahmt, ohne Anleger darüber zu informieren.

### Rechtslage in der Schweiz
In der Schweiz nennt man Kick-backs Retrozessionen oder kurz Retros. Dort ist die Rechtslage neuerdings ähnlich: Sofern der Kunde nicht ausdrücklich solchen Zahlungen bei Vertragsabschluss zugestimmt hat, ist eine Rückforderung möglich. Das Bundesgericht hat am 30. Oktober 2012 entschieden, dass Bestandespflegekommissionen grundsätzlich dem Kunden gehören. Aktuell (November 2013) herrscht noch keine volle Klarheit, ob vom Anleger nicht genehmigte Kick-backs für fünf oder für zehn Jahre zurückgefordert werden können. Zudem fokussiert sich die aktuelle Rechtsprechung auf Vermögensverwaltungsmandate. Ob auch Anlageberatungskunden Erstattung verlangen können, ist Gegenstand laufender Untersuchungen und Debatten. Zur steuerlichen Behandlung der von den Banken erstatteten Retrozessionen publizierte das Steueramt Zürich am 12. Februar 2013 eine Stellungnahme.

### Rechtslage in Österreich
Auch in Österreich besteht eine Verpflichtung von Finanzdienstleistern, dem Anleger mögliche Interessenkonflikte durch Kick-back-Zahlungen offenzulegen. Dies gilt beispielsweise bei Vermögensverwaltungsverträgen. Der Oberste Gerichtshof (OGH) hielt fest, dass Vergütungen, welche die Fondsgesellschaft für jede Umschichtung in dem von ihr verwalteten Portefeuille von der Depotbank bekommt, einen Anreiz für sie darstelle, möglichst oft Wertpapiere zu kaufen oder zu verkaufen, auch wenn diese Umschichtungen nicht im besten Interesse des Anlegers sind. Der OGH qualifizierte die Retrozession deswegen als „Gefährdung der Kundeninteressen“, da sie für den Berater einen Anreiz schaffe, „auch das eigene Interesse an möglichst umfangreichen Vergütungen der Bank zu berücksichtigen“. Der OGH sprach in einer Entscheidung dem Anleger daher nicht nur die von der Bank oder dem Vermögensverwalter erhaltenen Kick-backs zu, sondern auch Schadenersatz für den erlittenen Kursverlust. Hat allerdings die Bank bzw. der Anlageberater die Tatsache und Höhe der Kick-backs vorher dem Kunden offengelegt, so besteht dagegen in der Regel kein Grund für Schadenersatzansprüche. Kick-backs sind in Österreich unter Umständen auch strafrechtlich beachtlich. Laut § 153a StGB stellt die „Geschenkannahme durch Machthaber“ mit bis zu einem Jahr Haft unter Strafe. Es handelt sich um den Tatbestand der Untreue.
Die laufenden Kick-backs, welche Fondsmanager an die Depotbank zahlen, betragen bis zu 50 % der eigenen Managementgebühr des Fonds, die ihrerseits häufig zwischen 1 und 2,5 % des Fondsvolumens des Investmentfonds beträgt. JPMorgan-JF Taiwan Fund zahlt beispielsweise etwa einer österreichischen Bank 0,75 % pro Jahr bezogen auf das Fondsvolumen, Top Vario Mix laufend 0,8 %; Erstattungen in dieser Höhe sind ein nicht zu unterschätzendes Vertriebsmotiv für die Bank. Dies ist insofern bedenklich, als die Kick-backs zu Lasten der Managementprovision des Emittenten bezahlt werden, die dazu gedacht ist, den Manager für die optimale Verwaltung des Fonds zu entlohnen und dem Fonds angelastet wird. Stehen dafür geringere Mittel zur Verfügung, weil ein großer Teil der Managementgebühr als Bestandsprovision an den Vermittler fließt, wird der Fonds in der Tendenz auch weniger gut verwaltet.
Daneben bekommt die Bank noch einen Großteil oder gar den gesamten Ausgabeaufschlag von typischerweise 5 % als Vertriebsprovision. Die Bank erhält daher eine einmalige Vertriebsprovision und eine laufende sog. Bestandspflegeprovision, eine andere (freundlichere) Bezeichnung für Retrozession oder Kick-back. Die Union Investment legt in ihren Produktinformationen teilweise die Vertriebsprovisionen und Kick-backs ihrer Fonds offen. Beim GenoEuroClassic-Mischfonds heißt es „Von dem Ausgabeaufschlag [3 %] erhält Ihre Bank abhängig von ihrem Vertriebsstatus bei der Fondsgesellschaft einmalig 90 % bis 100 %“ und „Von der Verwaltungsvergütung [maximal 1,5 %] erhält Ihre Bank abhängig von ihrem Vertriebsstatus bei der Fondsgesellschaft 25 % bis 35 %“. Beim Union Investment FairWorldFonds ist der Kick-back mit 13,2 % der Verwaltungsvergütung vergleichsweise gering.

## BGH-Entscheidungen über Kick-backs bei Geschlossenen Fonds
Im Bereich geschlossene Fonds (insbesondere Medien- und Immobilienfonds) waren viele Rechtsfragen um Kick-backs lange äußerst umstritten. Der Dissens begann bei der Frage, was bei geschlossenen Fonds überhaupt unter Kick-backs zu verstehen sei (nur einmalige Rückvergütungen oder auch wiederkehrende sog. Innenprovisionen), über die Frage, wie weit die Offenlegungspflicht gegenüber Kapitalanlegern gehen müsste, bis hin zu der Frage, wen eine Pflicht zur Offenlegung treffen sollte.
Während zunächst eine Aufklärungspflicht über Innenprovisionen erst ab der Grenze der Sittenwidrigkeit bejaht wurde, führte der Bundesgerichtshof mit Grundsatzurteilen zur Vermittlung geschlossener (Immobilien-)Fonds im Jahr 2004 einen Schwellenwert von 15 Prozent der Beteiligungssumme ein. Ab diesem Wert sollte die Pflicht bestehen, über Innenprovisionen zu informieren.
Mit Beschluss vom 20. Januar 2009 erklärte der BGH unter Verweis auf ein Urteil aus 2006, dass ein Beratungsvertrag bei der Vermittlung einer Kapitalanlage grundsätzlich zu einer Aufklärung über Rückvergütungen (Kick-backs) verpflichte, und zwar unabhängig von deren Höhe. Diese Rechtsprechung überraschte vor allem die Banken, von denen in der Folge argumentiert wurde, dass diese „neue“ Pflicht jedenfalls nicht für „Altfälle“ von vor 2009 gelte.
Mit Beschluss vom 29. Juni 2010 stellte der BGH aber klar, dass diese Pflicht bereits seit dem Jahr 1990 bestehe: Für Kreditinstitute sei auf der Grundlage von zwei Urteilen des Bundesgerichtshofs von 1989 und 1990 eine entsprechende Aufklärungspflicht erkennbar gewesen.
Nachdem der BGH in dieser Hinsicht Klarheit geschaffen hatte, entbrannte ein Streit über die Rechtsfrage, was denn eigentlich unter Innenprovisionen und was unter Rückvergütungen (Kick-backs im engeren Sinne) genau zu verstehen sei. Mit drei BGH-Beschlüssen aus dem Jahr 2011 wurde auch diese Frage unmissverständlich höchstrichterlich beantwortet. Der BGH definiert im ersten der drei Beschlüsse Innenprovisionen als „nicht ausgewiesene Vertriebsprovisionen, die bei einem Fonds aus dem Anlagevermögen bezahlt werden.“ Über sie „muss bei einem Fonds (…) unter bestimmten Umständen aufgeklärt werden, weil sie Einfluss auf die Werthaltigkeit der vom Anleger erworbenen Anlage haben und deswegen bei diesem insoweit eine Fehlvorstellung herbeiführen können“.
Rückvergütungen sind demgegenüber immer aufklärungspflichtig. Der BGH definiert sie im selben Beschluss als „regelmäßig umsatzabhängige Provisionen, die im Gegensatz zu Innenprovisionen nicht aus dem Anlagevermögen, sondern aus offen ausgewiesenen Provisionen wie zum Beispiel Ausgabeaufschlägen und Verwaltungsvergütungen gezahlt werden, sodass beim Anleger zwar keine Fehlvorstellung über die Werthaltigkeit der Anlage entstehen kann, deren Rückfluss an die beratende Bank aber nicht offenbart wird, sondern hinter dem Rücken des Anlegers erfolgt, sodass der Anleger das besondere Interesse der beratenden Bank an der Empfehlung gerade dieser Anlage nicht erkennen kann“. Maßgeblich für die Aufklärungspflicht ist, „dass der Anleger ohne diese Aufklärung nicht das besondere Interesse der beratenden Bank erkennen kann, gerade diese Anlage zu empfehlen“.
Selbst wenn Fondsprospekte rechtzeitig übergeben worden seien, sei dies nicht als „ordnungsgemäße Aufklärung“ zu verstehen, wenn der Anleger auch dem Prospekt nicht entnehmen könne, ob und in welcher Höhe die Bank eine Provision erhalten würde. Hierzu reiche die Aussage eines Prospekts, dass „Dritte“ als Vertriebspartner eingeschaltet werden dürfen, nicht aus – vor allem, wenn die Höhe der Vergütung, die die Bank erhält, unklar bleibe.
Weiter stellt der BGH in seinem Beschluss vom 9. März 2011 klar, dass die dargelegten Grundsätze zur ungefragten Aufklärung über Kick-backs nur Banken und nicht freie Berater betreffen. Denn üblicherweise unterhielten Bankkunden langfristige Beziehungen zu ihrer Bank. Sie nähmen dabei unterschiedliche Dienstleistungen und Produkte in Anspruch, die sie auch bezahlten. Deshalb würden Kunden bei der Beratung zu Kapitalanlagen nicht vermuten, dass die Bank von dritter Seite Provisionen erhält. Im Gegensatz dazu gehen Anleger laut BGH davon aus, dass sich freie Berater über Provisionen finanzieren. Diese Eindeutigkeit in der Unterscheidung von Kreditinstituten und freien Beratern ist neu.
Das OLG Düsseldorf hatte in einer Entscheidung vom Juli 2010 noch ausgeführt, dass ein Beratungsvertrag auch einen freien Anlageberater – nicht nur eine Bank – verpflichten würde, seinen Kunden über die Höhe seiner Vergütung aufzuklären. Damit stützte das OLG Düsseldorf ein Urteil des Landgerichts (LG) München vom 25. Februar 2010. Eine solche Aufklärungspflicht folge bereits aus allgemeinen zivilrechtlichen Grundsätzen, die insbesondere einem Beratungsvertrag immanent seien und nach denen jeder Vertragspartner zur Aufdeckung vertragswidriger Interessenkonflikte verpflichtet sei. Diese Grundsätze sollten nicht nur für Banken, sondern auch für andere Finanzdienstleister gelten. Der Beschluss des BGH vom 9. März 2011 hat diese Argumentation verworfen.
In zwei weiteren Entscheidungen zum selben Fall bekräftigte der BGH 2011 seinen Beschluss vom 9. März 2011: Am 19. Juli führte der XI. Zivilsenat des BGH aus, dass die Rechtsfrage, was unter aufklärungspflichtigen Rückvergütungen zu verstehen sei, aufgrund der bisherigen Senatsrechtsprechung eindeutig zu beantworten wäre. Weiterhin bestätigt der BGH, dass für den Anleger bei einer fehlenden Information über Rückvergütungen die Vermutung aufklärungsrichtigen Verhaltens gilt, die zu einer Beweislastumkehr führt. Die Bank müsse somit beweisen, dass der Anleger die Kapitalanlage auch bei ordnungsgemäßer Aufklärung erworben hätte.
Besonders deutlich ergänzt der BGH seine Ausführungen zur Frage des Verschuldens der Bank bei unterbliebener Aufklärung über Rückvergütungen. Von Seiten der Banken wurde regelmäßig angeführt, sie hätten vor 2009 nicht gewusst, dass über Rückvergütungen aufzuklären sei. Der BGH hält dem entgegen, dass bereits in der Vergangenheit klargestellt worden sei, dass sich beratende Banken jedenfalls seit 1990 hinsichtlich ihrer Aufklärungspflicht nicht auf einen unvermeidbaren Rechtsirrtum berufen könnten. Auch aus der Unterscheidung zwischen Innenprovisionen und Rückvergütungen könne – so der BGH – von der Bank kein fehlendes Verschulden hergeleitet werden.
Darüber hinaus grenzt der BGH seine Entscheidungen zu einkalkulierten Gewinnen des Verkäufers im Zweipersonenverhältnis klar von den Grundsätzen seiner Kick-back-Entscheidungen ab. Bei der Frage von Gewinnmargen ginge es um ein Zweipersonenverhältnis. In einem Dreipersonenverhältnis, wie es bei einer Rückvergütung vorliegt, ist dagegen laut BGH der durch die Zuwendung bestehende Interessenkonflikt nicht offenkundig, sodass darüber aufgeklärt werden muss.
In seinem Beschluss vom 24. August 2011 hat der BGH wiederholt, dass die unterbliebene Aufklärung über Vergütungen kausal für die Anlageentscheidung gewesen sei. Gegenteiliges müsse die Bank darlegen und beweisen. Weiterhin stellte der BGH erneut klar, dass seine Entscheidungen keine weitreichende Änderung der Rechtsprechung zur Aufklärungspflicht beratender Banken bei Innen- oder Vertriebsprovisionen darstelle, sondern dass er damit nur die bereits geltenden Grundsätze anwende.
Schließlich grenzt der BGH mit dem Beschluss vom 24. August 2011 nochmals Innenprovisionen von Rückvergütungen ab. Wie bereits im Senatsbeschluss vom 9. März 2011 dargestellt, seien Innenprovisionen nicht ausgewiesene Vertriebsprovisionen, die bei einem Fonds aus dem Anlagevermögen gezahlt werden. Um aufklärungspflichtige Rückvergütungen handle es sich, wenn „in den Anlageprospekten zwar verschiedene Provisionen offen ausgewiesen sind, jedoch nicht angegeben wird, dass und in welcher Höhe die Beklagte als beratende Bank diese Provisionen – teilweise bezieht“. Keineswegs sei in der Vergangenheit entschieden worden, dass „im Anlageprospekt offen ausgewiesene Innenprovisionen, d. h. im Anlagebetrag enthaltene Vertriebsprovisionen (…) expressis verbis keine aufklärungspflichtigen Rückvergütungen“ seien. Der Begriff „offen ausgewiesene Innenprovision“ sei ein Widerspruch in sich.
Die Annahme, aus vergangenen Urteilen des BGH ergebe sich, dass aufklärungspflichtige Rückvergütungen bereits dann nicht vorlägen, wenn die betreffenden Provisionen als solche im Anlageprospekt ausgewiesen seien, entbehre laut BGH jeder Grundlage. Explizit stellt der BGH fest, dass die Nennung von Ausgabeaufschlägen und Verwaltungsvergütungen als Quelle der Rückvergütungen nicht abschließend, sondern nur beispielhaft zu verstehen sei.

## Kick-backs bei Geschäften mit Schrottimmobilien
Mitunter werden in Anzeigen Immobilien beworben, bei denen der Erwerber den Kaufpreis zu 100 Prozent fremdfinanzieren könne (Vollfinanzierung) und mit der Abwicklung des Kaufes zusätzlich eine Einmalzahlung (Kick-back, häufig auch Cash-back) erhalte. Diese kaum seriösen Angebote richten sich primär an Käufer, die in Liquiditätsproblemen stecken und eigentlich nicht an einer Immobilie interessiert sind.
Ökonomisch erwirbt der Käufer eine – regelmäßig erheblich überteuerte – Schrottimmobilie. Diese wird von der Bank voll finanziert, wodurch der Käufer kein Eigenkapital einsetzen muss. Der Käufer zahlt einen Teil des Kaufpreises als Maklergebühr an den Vermittler. Hiervon zahlt dieser wiederum einen Teil an den Käufer selbst zurück. Das Geschäft kann insbesondere für die beteiligte Bank nur funktionieren, wenn mit dieser Finanzierung ein erheblich überhöhter Verkaufspreis realisiert wird. Die in diesem Zusammenhang übliche Formulierung „Schrottimmobilie“ bedeutet nicht, dass das gehandelte Objekt in schlechtem Zustand sein muss, sondern nur, dass der Preis weit über dem Verkehrswert liegt.
Werden die Bank oder insbesondere der Käufer nicht über diese Zahlungen informiert und dadurch über den Wert der Immobilie getäuscht, handelt es sich um strafbaren Betrug durch den Vermittler.

## Kick-backs in der Medizinbranche
In der Gesundheitsbranche ist Kick-back als unzulässige Zahlung in der Zusammenarbeit zwischen Leistungserbringern und Vertragsärzten definiert. Beispiel: Der behandelnde Arzt überweist seinen privat versicherten Patienten zu einer Untersuchung, oft einer Kernspintomographie. Dabei empfiehlt er explizit einen bestimmten Radiologen, der einen Teil seines Honorars dem Überweiser (Arzt) rückerstattet. Eine solche Zuweisung gegen Entgelt ist berufsrechtlich untersagt, da sie gegen das Prinzip der freien Arztwahl und häufig auch gegen das Wirtschaftlichkeitsgebot verstößt. Eine ähnliche Vorgehensweise ist beim AugenDiagnostikCenter (ADC) üblich (erste Gründung 2000 in München, heute über 100 Zentren in Deutschland). Hier werden Augenärzten als Gegenleistung für Überweisungen zu Operationen unentgeltlich oder gegen symbolisches Honorar moderne Untersuchungsgeräte für individuelle Gesundheitsleistungen (IGeL) überlassen. Die effizientere Nutzung der teuren Diagnosetechnik durch die ADCs gilt hingegen als wirtschaftlich und ethisch sinnvoll. Eine weitere Spielart von Kick-backs in der Medizinbranche ist die Teilgemeinschaftspraxis.

## Kick-backs als Form der Korruption
Nicht jeder Kick-back stellt eine Form der Korruption dar, und doch dürften Kick-backs die bedeutendste Form der Korruption sein. Nachdem Auftraggeber und Auftragnehmer eine Absprache getroffen haben, stellt der Auftragnehmer einen Preis in Rechnung, der über dem Marktpreis beziehungsweise über dem Preis liegt, der bei einer regulären, korruptionsfreien Ausschreibung ermittelt worden wäre.
Gelder für Kick-backs werden teilweise über Bar-Entnahmen vom Vorteilsgeber aus seinem Unternehmen entnommen. Daneben sind Kostenübernahmen für Aufwendungen des Vorteilsnehmers (z. B. Fahrzeugreparatur, Hausrenovierung, Möbelkauf u. a.) sowie Zahlungen an Briefkastenfirmen gängige Praxis.
Mögliche Probleme beim Kick-back aus der Sicht der Beteiligten (unvollständig):
1. Zur Vermeidung der Nachweisbarkeit muss normalerweise bar oder jedenfalls heimlich transferiert werden. Dies bedeutet für den Auftragnehmer, Zahlungen aus „schwarzen Kassen“ leisten zu müssen – Geld, das für ihn unwiederbringlich weg ist.
2. Kick-back-Zahlungen geleistet zu haben, schützt den Auftragnehmer nicht vor weiteren, späteren (Nach-)Forderungen etwa von weiteren, angeblich Mitzubeteiligenden, die andernfalls erhebliche Schwierigkeiten machen könnten. Ein typisches Beispiel: Ein korrupter Staatspräsident lässt sich für die Auftragserteilung für einen Kraftwerksbau schmieren. Der Provinzgouverneur, der aus Proporzgründen eines fragilen Machterhalts sein Amt innehat, wird nicht beteiligt; die staatlich Beteiligten (korrupte Kick-back-Empfänger) behaupten, weitere Zahlungsempfänger brauche es nicht… Durch sein Revier jedoch führt eine Haupt-Transportroute der zu liefernden Ausrüstung. Für den Gouverneur ist es nun einfach, die Transporteure so lange zu drangsalieren, bis auch er seinen „Anteil“ bekommt.
3. die steuerliche Nicht-Absetzbarkeit der Kick-back-Zahlung beim Auftragnehmer,
4. das Verbotensein von „nützlichen Aufwendungen“ nach den Steuer- und evtl. Strafgesetzen des Auftragnehmer-Landes
5. Fragen der nachhaltigen Geheimhaltung über lange Projekt-Realisierungsphasen (Mitarbeiter wechseln, Minister wechseln, es kommen Wahlen, es könnte eine Revolution kommen …)
6. die zweifelhafte Ethik solchen Handelns.

Generell lässt sich sagen, dass es dort, wo Kick-backs gefordert werden, außergewöhnlich schwierig ist, längerfristige Projekte erfolgreich zu steuern. Die nachträglich erforderlich werdenden „Nachschusszahlungen“ können eine anfangs noch positive Projektergebnis-Kalkulation dramatisch ins Negative drehen. Korruption führt damit dazu, dass auch ökonomisch sinnvolle Projekte nicht realisiert werden. Nicht zuletzt aus diesem Grund gilt Korruption als eines der wichtigsten Hemmnisse für Wachstum und Entwicklung.
Die Chancen von Kick-backs aus der Sicht der Beteiligten (neben ihrer völligen Vermeidung):
1. Sie durch Anteilseignerschaft am Projekterfolg zeitlich nach hinten auszukoppeln (Beispiel: Wenn das Kraftwerk Strom liefert und dieser verkauft wird, erhält der Energieminister aus den dann laufenden Einnahmen seinen Bonus, anstelle eines Kick-backs unmittelbar nach der ersten Projektrate. Damit ist ihm am Gelingen des Projektes selbst gelegen, und nicht nur an den „Bermuda-Geldern“.)
2. Als Auftragnehmer jederzeit mit dem Geld im Plus zu sein, stets den Lieferungen und Leistungen im Projekt voraus. Konsequent und schnell jegliche Leistungen einstellen, wenn Umstände eintreten, welche die (mit oder ohne Kick-back) involvierten Auftragnehmer beeinflussen könnten, Umstände, die das Risiko bergen, dass die Kalkulation sich ins Negative dreht. Dann nämlich hat der Auftragnehmer dauerhaft verloren; er kann mit der Hoffnung, durch die Projektfortführung à la longue eventuell wieder ins Plus zu kommen, unter Druck gesetzt werden. Die Gefahr ist groß, als Auftragnehmer dann am kürzeren Hebel zu „verhungern“. In solche Umstände gehen aber selbst korrupte Auftraggeber nicht, da sie sich damit ausliefern bzw. die Zielerreichung eines Projektes hiermit zu stark in die Hand des Auftragnehmers gerät. Der Auftragnehmer könnte seinerseits (berechtigte oder unberechtigte) Nachforderungen erheben (vgl. Nachforderungsmanagement).